# Hans-Jürgen Schultz
Hans-Jürgen Schultz (* 6. März 1935 in Virchow, Pommern) ist ein deutscher Geograph und Politiker (LDPD, FDP). Er war 1990/91 Landesminister in Thüringen.

## Leben und Beruf
Hans-Jürgen Schultz wurde am 6. März 1935 als Sohn eines Uhrmachers in Virchow geboren und siedelte nach dem Zweiten Weltkrieg in die Sowjetische Besatzungszone über. Nach dem Abitur 1954 an der Erweiterten Oberschule in Neubrandenburg studierte er Geographie, Pädagogik, Biologie und Mathematik an der Ernst-Moritz-Arndt-Universität Greifswald. 1959 beendete er sein Studium mit dem Examen als Diplom-Geograph. Er war zunächst als wissenschaftlicher Assistent an der Universität Greifswald tätig und wechselte 1960 an die Friedrich-Schiller-Universität Jena, wo er 1966 zum Dr. rer. nat. promovierte und bis 1969 als Oberassistent dozierte.
Schultz war von 1969 bis 1974 als wissenschaftlicher Mitarbeiter bei der Stadtverwaltung in Jena tätig und befasste sich dort mit der Stadt- und Territorialplanung. Im Anschluss wurde er als städtischer Sektorenleiter für Umweltschutz, Abfallwirtschaft und Ressourcenbewirtschaftung beschäftigt. Von 1982 bis 1990 arbeitete er bei der Forschungszentrale der Jenaer Carl-Zeiss-Stiftung und widmete sich dort den Fragen der Verfahrenstechnik und Energieversorgung.

## Politik
Schultz trat 1967 in die LDPD ein und wurde später Mitglied im Zentralvorstand der Blockpartei. Darüber hinaus war er Mitglied des LDPD-Kreisvorstandes in Jena. Nach der politischen Wende in der DDR schloss er sich der FDP an. Er wurde am 8. November 1990 als Staatsminister für Wirtschaft und Technik in die von Ministerpräsident Josef Duchač geführte Regierung des Freistaates Thüringen berufen. Während seiner Amtszeit musste er sich vor allem mit der Monostruktur im Land auseinandersetzen, so unter anderem bei der Fahrzeugproduktion des Wartburg im Automobilwerk Eisenach sowie bei den Jenaer Zeiss-Werken. Im Sommer 1991 geriet das Wirtschaftsministerium dann in die Kritik der Landtagsopposition, nachdem dort ehemalige Informanten des MfS aufgedeckt worden waren. Während Schultz in einer Landtagssitzung am 12. September 1991 eine Anfrage beantwortete, gab der damalige FDP-Landesvorsitzende Andreas Kniepert in einer Pressemitteilung bekannt, Schultz werde aus gesundheitlichen Gründen von seinem Amt zurücktreten – woraufhin dieser dann zurücktreten musste. Dabei verwies er darauf, dass sein Rücktritt nicht im Zusammenhang mit den Personaldiskussionen um die Stasi-Verwicklungen stehe. Zu seinem Nachfolger im Amt wurde der FDP-Politiker Jürgen Bohn bestimmt.